# Cimolomys
Cimolomys es un género de mamíferos del Cretácico Superior de Norteamérica. Es miembro del orden extinto Multituberculata dentro del suborden Cimolodonta y familia Cimolomyidae. El género Cimolomys fue nombrado por Othniel Charles Marsh en 1889.

## Especies
La especie Cimolomys clarki fue nombrada por Sahni en 1972. Los restos fósiles fueron encontrados en estratos del Campaniano - Maastrichtiano (Cretácico Superior) en Texas y Wyoming (EE.UU). Es posible que algunos restos provengan de Nueva Jersey (EE.UU). Probablemente su peso era de unos 300 g, el mismo peso que el de una rata desnutrida.
La especie Cimolomys gracilis fue nombrada por Marsh O.C. en 1889, y también se la ha denominado Cimolomys digona (Marsh 1889); Meniscoessus brevis; Ptilodus Gracilus (Osborn H.F. 1893); y Selenacodon brevis (Marsh 1889). Los restos fueron encontrados en estratos del Maastrichtiano (Cretácico Superior) de Montana, Dakota del Sur y Wyoming (EE.UU) y Saskatchewan, Canadá. Esta especie probablemente pesara unos 415 g, tanto como una rata moderna.
La especie Cimolomys milliensis fue nombrada por Eaton J.G. en 1993. Se han encontrado restos en estratos del Campaniano (Cretácico Superior) estratos de Mill Creek, Utah (EE.UU).
La especie Cimolomys trochuus fue nombrada por Lillegraven J.A. en 1969. Se han encontrado restos en estratos del Maastrichtiano (Cretácico Superior) de América del Norte. El holotipo se encuentra en la colección de la Universidad de Alberta.